# Ooforectomía
Ooforectomía del griego ᾠοφόρος ōophóros, 'portador del huevo' + ἐκτομή ektomḗ, 'un corte de' es la extirpación quirúrgica de uno o ambos ovarios. La cirugía también se llama ovariectomía, pero este término se usa principalmente en referencia a animales, por ejemplo, la extirpación quirúrgica de ovarios de animales de laboratorio. La extirpación de ovarios en las hembras es el equivalente biológico de la castración de los machos. El término castración solo se usa ocasionalmente en la literatura médica para referirse a la ooforectomía de mujeres. En la medicina veterinaria, la extirpación de los ovarios y el útero se llama ovariohisterectomía y es una forma de esterilización. 
Ooforectomía parcial u ovariotomía es un término que se usa a veces para describir una variedad de cirugías como la extirpación de quistes ováricos o la resección de partes de los ovarios. Este tipo de cirugía preserva la fertilidad, aunque la insuficiencia ovárica puede ser relativamente frecuente. La mayoría de los riesgos y consecuencias a largo plazo no están presentes o solo están parcialmente presentes en la ooforectomía parcial. 
En los seres humanos, se realiza con mayor frecuencia debido a enfermedades como los quistes ováricos o cáncer; como profilaxis para reducir las posibilidades de desarrollar cáncer de ovario o cáncer de mama; o en conjunción con la histerectomía (extirpación del útero). 
La extirpación de un ovario junto con la trompa de Falopio se denomina salpingooforectomía o salpingooforectomía unilateral (USO). Cuando se extirpan ambos ovarios y ambas trompas de Falopio, se usa el término salpingooforectomía bilateral (BSO). La ooforectomía y la salpingooforectomía no son formas comunes de control de la natalidad en humanos; más usual es la ligadura de trompas, en la cual las trompas de Falopio están bloqueadas, pero los ovarios permanecen intactos. En muchos casos, la extirpación quirúrgica de los ovarios se realiza simultáneamente con una histerectomía. El nombre médico formal para la extirpación de todo el sistema reproductivo de la mujer (ovarios, trompas de Falopio, útero) es "histerectomía abdominal total con salpingooforectomía bilateral" (TAH-BSO); el término más casual para dicha cirugía es "ovariohisterectomía". "Histerectomía" es la extracción del útero (del griego ὑστὑρα hystera "matriz" y εκτομία ektomia "un corte de") sin extracción de los ovarios o trompas de Falopio. 

## Técnica
La ooforectomía por causas benignas se realiza con mayor frecuencia mediante laparoscopia abdominal. La laparotomía abdominal o la cirugía robótica se utilizan en casos complicados o cuando se sospecha de tumores malignos. 

## Estadística
Según los Centros para el Control de Enfermedades, 454 000 mujeres en los Estados Unidos se sometieron a una ooforectomía en 2004. Ephraim McDowell (1771-1830), un cirujano de Danville, Kentucky, realizó la primera operación exitosa de este tipo, cuyo relato se publicó en Eclectic Repertory and Analytic Review (Filadelfia) en 1817. McDowell fue apodado como el "padre de la ovariotomía". Más tarde se conoció como la Operación de Battey, después de que Robert Battey, un cirujano de Augusta, Georgia, defendió el procedimiento para una variedad de afecciones, con mayor éxito en la epilepsia ovárica.

## Indicación
Las ooforectomías bilaterales (63 %) se realizan mayormente sin ninguna indicación médica, la mayoría (87 %) se realizaron junto con una histerectomía. Al contrario, la ooforectomía unilateral se realiza comúnmente por indicación médica (73 %; quiste, endometriosis, tumor benigno, inflamación, etc.) y menos comúnmente en conjunción con histerectomía (61 %).
Las indicaciones especiales incluyen varios grupos de mujeres con un riesgo sustancialmente mayor de cáncer de ovario, como las portadoras de mutaciones BRCA de alto riesgo y las mujeres con endometriosis que también sufren quistes ováricos frecuentes. 
La ooforectomía bilateral se ha realizado tradicionalmente con la creencia de que el beneficio de prevenir el cáncer de ovario superaría los riesgos asociados con la extirpación de estos. Sin embargo, ahora está claro que la ooforectomía profiláctica sin una indicación médica razonable disminuye sustancialmente las tasas de supervivencia a largo plazo y tiene efectos nocivos a largo plazo en la salud y el bienestar incluso en mujeres posmenopáusicas. El procedimiento se ha postulado como un posible método de tratamiento para las delincuentes sexuales femeninas.

### Prevención de cáncer
La ooforectomía puede mejorar significativamente la supervivencia de las mujeres con mutaciones de BRCA de alto riesgo, para quienes la ooforectomía profiláctica alrededor de los 40 años reduce el riesgo de cáncer de ovario y de mama y proporciona una ventaja significativa y sustancial de supervivencia a largo plazo. En promedio, la intervención temprana no proporciona ningún beneficio adicional, pero aumenta los riesgos y los efectos adversos. 
Para las mujeres con mutaciones de BRCA2 de alto riesgo, la ooforectomía alrededor de los 40 años tiene un beneficio relativamente modesto para la supervivencia. El efecto positivo de la reducción del riesgo de cáncer de mama y ovario está casi equilibrado por los efectos adversos. La ventaja de supervivencia es más sustancial cuando la ooforectomía se realiza junto con la mastectomía profiláctica.
Es importante comprender que los riesgos y beneficios asociados con la ooforectomía en la población portadora de la mutación BRCA1 / 2 son diferentes a los de la población general. La salpingooforectomía profiláctica para reducir el riesgo (RRSO, por sus siglas en inglés) es una opción importante que debe considerar la población de alto riesgo. Las mujeres con mutaciones BRCA1 / 2 que se someten a salpingooforectomía tienen tasas de mortalidad más bajas que las mujeres en la misma población que no se someten a este procedimiento. Además, se ha demostrado que el RRSO disminuye la mortalidad específica del cáncer de mama y el cáncer de ovario. Las mujeres que se someten al RRSO también tienen un riesgo menor de desarrollar cáncer de ovario y cáncer de mama de aparición temprana. Específicamente, el RRSO proporciona a los portadores de la mutación BRCA1 sin cáncer de mama previo una reducción del 70 % del riesgo de cáncer de ovario. Las portadores de la mutación BRCA1 con cáncer de mama previo pueden beneficiarse de una reducción del 85 %. Las mujeres de alto riesgo que no han tenido cáncer de mama previo pueden beneficiarse de una reducción del riesgo de cáncer de mama del 37 % (mutación BRCA1) y del 64 % (mutación BRCA2). Es importante destacar estos beneficios, ya que son exclusivos de esta población portadora de mutaciones BRCA1 / 2.

### Endometriosis
En casos raros, se puede usar para tratar la endometriosis al eliminar el ciclo menstrual, lo que reducirá o eliminará la diseminación de la endometriosis existente y también reducirá el dolor. Dado que la endometriosis se debe a un crecimiento excesivo del revestimiento uterino, la extirpación de los ovarios como tratamiento para la endometriosis a menudo se realiza junto con una histerectomía para reducir o eliminar aún más la recurrencia. 
La ooforectomía para la endometriosis se usa solo como último recurso, a menudo junto con una histerectomía, ya que tiene efectos secundarios graves para las mujeres en edad reproductiva. Sin embargo, tiene una tasa de éxito más alta que la retención de los ovarios.
La ooforectomía parcial (es decir, la extirpación del quiste ovárico que no implica una ooforectomía total) a menudo se usa para tratar casos más leves de endometriosis cuando los tratamientos hormonales no quirúrgicos no pueden detener la formación de quistes. La extirpación de quistes ováricos a través de una ooforectomía parcial también se usa para tratar el dolor pélvico extremo causado por problemas pélvicos crónicos relacionados con las hormonas.

## Riesgos y efectos adversos.

### Riesgos quirúrgicos
La ooforectomía es una cirugía intraabdominal y las complicaciones graves derivadas directamente de la cirugía son poco frecuentes. Cuando se realiza junto con la histerectomía, influye en la elección de la técnica quirúrgica, ya que es mucho menos probable que la cirugía combinada se realice mediante histerectomía vaginal. 
Las cirugías anexales laparotómicas se asocian con una alta tasa de obstrucciones del intestino delgado con adhesivo (24 %).
Una complicación infrecuente es la lesión del uréter a nivel del ligamento suspensorio del ovario.

### Efectos a largo plazo
La ooforectomía tiene consecuencias graves a largo plazo que se derivan principalmente de los efectos hormonales de la cirugía y se extienden mucho más allá de la menopausia. Los riesgos y efectos adversos informados incluyen muerte prematura, enfermedad cardiovascular, deterioro cognitivo o demencia, parkinsonismo, osteoporosis y fracturas óseas, disminución del bienestar psicológico, y disminución de función sexual. La terapia de reemplazo hormonal no siempre reduce los efectos adversos.

### Mortalidad
La ooforectomía (bilateral) se asocia con un aumento significativo de la mortalidad a largo plazo por todas las causas (consideradas en el estudio que se cita), excepto cuando se realiza para la prevención del cáncer en portadores de mutaciones BRCA de alto riesgo. Este efecto es particularmente pronunciado para las mujeres que se someten a una ooforectomía antes de los 45 años.
El efecto no se limita a las mujeres a quienes se les realiza una ooforectomía antes de la menopausia; se espera un impacto en la supervivencia incluso para cirugías realizadas hasta la edad de 65 años. La cirugía a la edad de 50-54 reduce la probabilidad de supervivencia hasta los 80 años en un 8 % (de 62 % a 54 % de supervivencia), y entre los 55-59 en un 4 %. La mayor parte de este efecto se debe al exceso de riesgo cardiovascular y las fracturas de cadera.
La extirpación de los ovarios causa cambios hormonales y síntomas similares a la menopausia, pero generalmente más graves. Las mujeres que han tenido una ooforectomía generalmente son recomendadas a tomar medicamentos de reemplazo hormonal para prevenir otras afecciones a menudo asociadas con la menopausia. Las mujeres menores de 45 años a quienes se les extirparon los ovarios enfrentan un riesgo de mortalidad un 170 % más alto que las mujeres que han retenido sus ovarios. Retener los ovarios cuando se realiza una histerectomía se asocia con una mejor supervivencia a largo plazo. La terapia hormonal para mujeres con ooforectomía realizada antes de los 45 años mejora el resultado a largo plazo y las tasas de mortalidad en todas las causas.

### Efectos menopáusicos
Las mujeres que han tenido cirugías de ooforectomía bilateral pierden la mayor parte de su capacidad para producir las hormonas estrógeno y progesterona, pierden aproximadamente la mitad de su capacidad para producir testosterona, y posteriormente ingresan a lo que se conoce como "menopausia quirúrgica" (en oposición a la menopausia normal, que ocurre naturalmente en las mujeres como parte del proceso de envejecimiento). En la menopausia natural, los ovarios generalmente continúan produciendo niveles bajos de hormonas, especialmente andrógenos, mucho después de la menopausia, lo que puede explicar por qué la menopausia quirúrgica generalmente se acompaña de una aparición más repentina y severa de los síntomas que la menopausia natural, síntomas que pueden continuar hasta el edad natural de la menopausia. Estos síntomas generalmente se abordan a través de la terapia hormonal, utilizando diversas formas de estrógeno, testosterona, progesterona o una combinación. 

### Riesgo cardiovascular
Cuando se extirpan los ovarios, una mujer tiene un riesgo siete veces mayor de enfermedad cardiovascular, pero los mecanismos no se conocen con precisión. La producción de hormonas de los ovarios actualmente no puede ser suficientemente imitada por la terapia con medicamentos. Los ovarios producen hormonas que una mujer necesita durante toda su vida, en la cantidad que se necesitan, en el momento en que se necesitan, en respuesta y como parte del complejo sistema endocrino. 

### Osteoporosis
La ooforectomía se asocia con un mayor riesgo de osteoporosis y fracturas óseas. Un riesgo potencial por la ooforectomía realizada después de la menopausia no está completamente aclarado. La reducción de los niveles de testosterona en las mujeres predice la pérdida de altura, que puede ocurrir como resultado de la reducción de la densidad ósea. En las mujeres menores de 50 años que se han sometido a una ooforectomía, la terapia de reemplazo hormonal (TRH) se usa a menudo para contrarrestar los efectos negativos de la pérdida hormonal repentina, como la osteoporosis de inicio temprano, así como los problemas de la menopausia, como los sofocos, que suelen ser más graves que las experimentadas por mujeres en menopausia natural. 

### Efecto adverso sobre la sexualidad.
La ooforectomía deteriora sustancialmente la sexualidad. Substancialmente más mujeres que se sometieron a una ooforectomía e histerectomía informaron pérdida de la libido, dificultad con la excitación sexual y sequedad vaginal que aquellas que tuvieron un procedimiento menos invasivo (ya sea histerectomía sola o un procedimiento alternativo), y no se encontró que la terapia de reemplazo hormonal mejorara estos síntomas. Además, reduce en gran medida los niveles de testosterona, que se asocian con un mayor sentido del deseo sexual en las mujeres. Sin embargo, al menos un estudio ha demostrado que los factores psicológicos, como la satisfacción de la relación, siguen siendo el mejor indicador de la actividad sexual después de la ooforectomía. Las relaciones sexuales siguen siendo posibles después de la ooforectomía y el coito pueden continuar. La cirugía reconstructiva sigue siendo una opción para las mujeres que han experimentado afecciones benignas y malignas. : 1020–1348 

## Manejo de los efectos secundarios de la ooforectomía profiláctica.

### Tratamientos no hormonales
Los efectos secundarios pueden aliviarse con medicamentos distintos al reemplazo hormonal. Los bifosfonatos no hormonales (como Fosamax y Actonel ) aumentan la resistencia ósea y están disponibles como píldoras una vez a la semana. Los inhibidores selectivos de la recaptación de serotonina en dosis bajas, como Paxil y Prozac, alivian los síntomas de la menopausia vasomotora, es decir, los "sofocos".

### Tratamientos hormonales
En general, la terapia de reemplazo hormonal es algo controvertida debido a las propiedades carcinogénicas y trombogénicas conocidas del estrógeno; sin embargo, muchos médicos y pacientes sienten que los beneficios superan los riesgos en las mujeres que pueden enfrentar problemas graves de salud y de calidad de vida como consecuencia de la menopausia quirúrgica temprana. Las hormonas ováricas estrógeno, progesterona y testosterona están involucradas en la regulación de cientos de funciones corporales; algunos médicos creen que los programas de terapia hormonal mitigan los efectos secundarios de la menopausia quirúrgica, como el aumento del riesgo de enfermedad cardiovascular y la disfunción sexual femenina.
El reemplazo hormonal a corto plazo con estrógeno tiene un efecto insignificante en la mortalidad general de las portadoras de mutación BRCA de alto riesgo. Según las simulaciones por computadora, la mortalidad general parece ser ligeramente mayor para la TRH a corto plazo después de la ooforectomía o ligeramente inferior para la TRH a corto plazo después de la ooforectomía en combinación con la mastectomía. Este resultado probablemente se puede generalizar a otras mujeres en alto riesgo en las que el tratamiento a corto plazo (es decir, uno o dos años) con estrógeno para los sofocos puede ser aceptable. 

## Transexualidad
También se practica en la cirugía de cambio de sexo, para pasar de mujer a hombre. De esa manera, no se producirían hormonas femeninas, y por tanto no se desarrollan sus rasgos, pero además se complementa con un tratamiento de testosterona (hormona masculina).